# カスタマージャーニーマップ
カスタマージャーニーとは、ペルソナの動き（行動・思考・感情）を時系列で見える化したもので、直訳すると「顧客の旅」になります。
ペルソナの動きを見える化することで、顧客とのタッチポイントを洗い出し、適切な場所・タイミングで適切な情報を伝えることができるようになります。
主要なメディアがテレビ、雑誌、新聞しかなかった数十年前はペルソナを設定し、それらのタッチポイントを想定するだけでも良かったかもしれません。しかし、現代の顧客/ユーザー/消費者は複数のチャネルを横断し、情報・購買行動を行っており、顧客の行動を把握することはますます難しくなっています。一方、テクノロジーの進歩で取得・分析できる情報の量と質は増し、顧客の行動を精度高く、見える化できるようになっています。さらにマーケティングオートメーションツールやアドテクノロジーの進化により、チャネル横断で「個客」に対して、マーケティング施策を打つことができるようになりました。